# Tusayan Ruins
Les Tusayan Ruins sont des ruines anasazies du comté de Coconino, en Arizona, aux États-Unis. Protégées au sein du parc national du Grand Canyon, elles font l'objet d'une interprétation dans le Tusayan Museum, un musée archéologique du National Park Service situé à proximité immédiate.